# Roderic
Roderic (Còrdova, 688 - Medina-Sidonia, 711) fou rei visigot d'Hispània (Regne de Toledo) del 710 al 711.
Era fill del comte Teodofred i net del rei Khindasvint. Va viure a Còrdova i fou fet duc de la Bètica. Aquest va ésser proclamat rei, gràcies als enemics del rei Vítiza, que amb la seva restauració dels béns i els drets dels seus enemics no va fer sinó atiar el foc de la venjança. Els fills de Vítiza es refugiaren a Ceuta, on governava el comte Olbà, dit també Julià (comes Julianus, en llatí), sota el domini de Mūsà ibn Nusayr. Amb ells negociaren un ajut per tal de recuperar el tron i el patrimoni familiar. Mentre Roderic assetjava Pamplona i lluitava contra els bascs revoltats, els àrabs, comandats per Tàriq ibn Ziyad i ajudats pel comte Olbà, passaren l'estret i s'establiren al lloc després anomenat Gibraltar. Roderic tornà a Còrdova, reuní l'exèrcit i en confià les dues ales als germans de Vítiza. Tàriq ibn Ziyad envià reforços, per tal de consolidar les places. S'entaulà la batalla de Guadalete, a un indret entre Medina Sidonia i Vejer de la Frontera, prop de la llacuna de la Janda, i durà des del 19 fins al 26 de juliol de 711. Els germans de Vitiza abandonaren l'exèrcit i el centre d'aquest fou destruït. Roderic desaparegué; probablement morí a la batalla, si bé hom parla de l'existència de la seva sepultura a Viseu, a Lusitània, on es devia refugiar. Posteriorment es va trobar una làpida de pedra que deia en llatí Hic requiescit Rodericus, rex Gothorum.

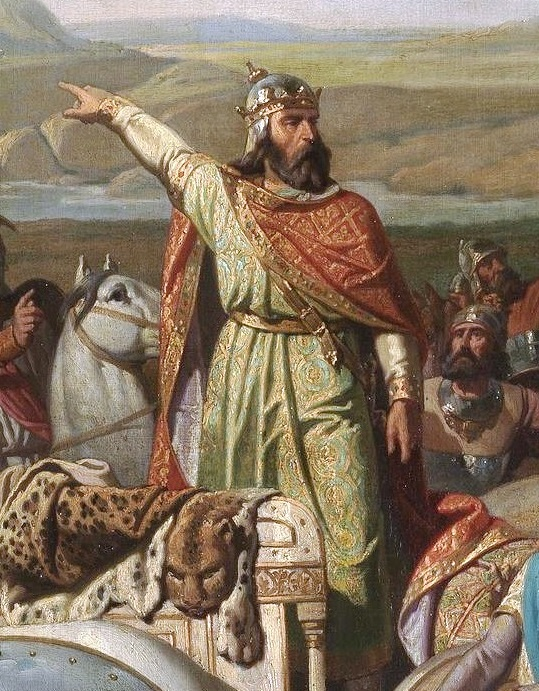

La llegenda de la filla de Julià (anomenada Florinda la Cava) ultratjada per Roderic, com a causa de l'entrada àrab a Hispània, no resta prou demostrada històricament. Més aviat, sembla que els àrabs, oportunament, van saber treure profit de les oportunitats que els passaven pel davant.